# Westward the Women
Westward the Women és un western estatunidenc dirigit per William A. Wellman el 1951.

## Argument
El 1851, el criador de bestiar Roy Whitman, propietari d'un ranxo a Califòrnia, decideix anar a Chicago a "reclutar" les dones que falten a la seva propietat, pels seus homes. El seu contramestre i guia de caravanes Buck Wyatt (Robert Taylor) l'acompanya. La comitiva femenina agafa la llarga carretera de tornada, sembrada de trampes. A partir d'Independence (Missouri) hauran de recórrer cinc mil quilòmetres creuant les muntanyes de Utah i el desert californià, en un viatge ple de penalitats que constitueix una autèntica odissea. L'objectiu de la caravana és arribar a una vall habitada per un grup de solters solitaris que busquen esposa. Per començar, els homes reclutats per Buck a Chicago, per portar la comitiva, fugen aviat amb algunes de les dones, obligant les que queden a agafar les regnes el seu viatge, a contracor del contramestre...

## Repartiment
- Robert Taylor: Buck Wyatt
- Denise Darcel: Fifi Danon
- Hope Emerson: Patience Hawley
- John McIntire: Roy Whitman
- Julie Bishop: Laurie Smith
- Lenore Lonergan: Maggie O'Malley
- Henry Nakamura: Ito
- Marilyn Erskine: Jean Johnson
- Beverly Dennis: Rose Meyers
- Renata Vanni: Sra. Maroni